# 田原城 (河内国)
田原城（たわらじょう）は、河内国（大阪府四條畷市上田原）の大和国との境界付近に建てられた戦国時代の日本の城（山城）。

## 概要
築城者は田原庄の荘官であった田原対馬守（名は不明・某と記される）で戦国時代には畿内の支配者となった三好長慶に属し、田原城も永禄3年(1560年)以降は長慶の居城とされた飯盛山城の支城として機能したといわれる。また、田原城より北に元の居館があったともいわれている。
田原対馬守は一説には松永久秀の被官であったという。三好氏の没落とともに田原城も廃城とされた。田原城については残されている史料は少ない。田原対馬守は、付近に存在した千光寺を代々の菩提寺としたと伝えられ、寺跡の発掘調査で田原氏の墓所と考えられる遺構も検出されている。現在では近辺の月泉寺にその位牌が伝えられている。月泉寺の墓地には田原氏の墓碑とされる五輪塔も現存する。
最後の城主はキリシタンとなり、洗礼名は「レイマン」と言ったことがルイス・フロイスの書簡（『フロイス日本史』）からわかる。また2002年（平成14年）に行われた千光寺跡の発掘調査では、十字架およびイエズス会を示す「H」マークの下に『天正九年（1581年）辛巳・礼幡（レイマン）・八月七日」と刻まれたレイマンの墓碑が出土した。日本最古のキリシタン墓碑であり、かつ遺跡からの出土資料と文献上の人物とが一致した貴重な例として、大阪府の有形文化財に指定された。